# Coyol Seco, Oaxaca
Coyol Seco är en ort i Mexiko.   Den ligger i kommunen San Juan Guichicovi och delstaten Oaxaca, i den sydöstra delen av landet, 500 km sydost om huvudstaden Mexico City. Coyol Seco ligger 111 meter över havet och antalet invånare är 132.
Terrängen runt Coyol Seco är platt åt nordost, men åt sydväst är den kuperad. Runt Coyol Seco är det ganska glesbefolkat, med 28 invånare per kvadratkilometer. Närmaste större samhälle är Matías Romero, 13,2 km söder om Coyol Seco. Omgivningarna runt Coyol Seco är en mosaik av jordbruksmark och naturlig växtlighet.